# Kamasamudra, Holalkere
Kamasamudra là một làng thuộc tehsil Holalkere, huyện Chitradurga, bang Karnataka, Ấn Độ.